# Семейка Аддамс (мультсериал, 1973)
«Семе́йка А́ддамс» англ. The Addams Family — мультсериал производства Hanna-Barbera Productions 1973 года по комиксам Чарльза Аддамса.

## Описание
Семейка Аддамс — самая странная семья в Америке. То, что обычных людей пугает, им кажется очаровательным, и наоборот.
Первый мультсериал выходил по утрам в субботу с 1973 по 1975 годы на NBC. В этих сериях изменились родственные связи: Фестер стал Гомесу братом, а бабушка оказалась матерью Мортиши (старые отношения будут пересмотрены в 1977 году, чтобы сохранить связь с оригинальным сериалом). Аддамсы больше не жили в своём особняке, а перебрались в дом на колёсах, оформленный в викторианском стиле. На нём они путешествовали по всей территории Соединённых Штатов. Музыкальная тема была в основном изменена; исключением стали четыре мелодии из оригинального сериала.

## Роли озвучивали
- Ленни Уэйнриб[англ.] — Гомес Аддамс
- Джанет Уолдо — Мортиша, Бабушка
- Джеки Куган — Дядя Фестер
- Синди Хендерсон — Уэнздей Аддамс
- Джоди Фостер — Пагсли Аддамс
- Тед Кэссиди — Ларч
- Джон Стефенсон[англ.] — Кузен Итт
- Дон Мессик — второстепенные персонажи (в 16 эпизодах)

## Появление в Скуби-Ду
Первое анимационное появление Семейки Аддамс произошло в мультсериале «Новые дела Скуби-Ду» в серии «Скуби-Ду встречает Семейку Аддамс» (англ. Scooby-Doo Meets the Addams Family). Другое название этой серии — «Уэнздей пропала» (англ. Wednesday is Missing). Серия была показана на CBS утром в субботу 23 сентября 1972 года.

## Характер героев
Особенности характеров Аддамсов были взяты из оригинальных комиксов Чарльза Аддамса.

## Выпуск на DVD
19 октября 2010 года Warner Bros. выпустили The Addams Family: The Complete Series (4 диска, 480 минут, пропорция сторон 4:3, звук Dolby Digital 2.0 Mono)